# ヨルダン地溝帯
ヨルダン地溝帯（よるだんちこうたい、英語: Jordan Rift Valley）は大地溝帯の一部で、フラ渓谷（Hula Valley）から、ガリラヤ湖、ヨルダン川、死海を経て、アカバ湾までに達する陥没地で、イスラエル・パレスチナ・ヨルダン川西岸地区とヨルダンの国境になっている。

## 概要
ヨルダン地溝帯は大地溝帯の一部で、フラ渓谷（Hula Valley）から、ガリラヤ湖（標高マイナス２１３ｍ）、ヨルダン川、死海（標高マイナス４１８ｍ）を経て、アカバ湾までに達する陥没地（巾１５～２０ｋｍ）である。現在、イスラエル・パレスチナヨルダン川西岸とヨルダンの国境になっている。 

## 交通
イスラエル・ヨルダン川西岸地区側には、公道90号線がヨルダン地溝帯に沿って通っている。

## 参照項目
- ヨルダン渓谷
- アラバの谷
- アラビアプレート
- アフリカプレート